# Tarifa eléctrica con discriminación horaria
La tarifa eléctrica con discriminación horaria es una tarifa en la que el precio de la electricidad varía en función de la hora en la que se realice el consumo. El objetivo de la discriminación horaria es evitar picos de demanda eléctrica, beneficiando con un precio más bajo a aquellos usuarios que traspasen su consumo de electricidad en las horas de mayor demanda hacia las horas de menor demanda, cuando la producción y distribución de electricidad es más barata.
En el caso de que el usuario pueda realizar la mayor parte de su consumo eléctrico en las horas de menor demanda (normalmente desde las últimas horas del día,toda la noche y hasta primeras horas de la mañana), podrá beneficiarse de un importante descuento en el precio de la electricidad. En cambio, tendrá un recargo en el consumo que realice en las horas de mayor demanda de electricidad, lo que se deberá tener en cuenta para no terminar pagando más. Se pueden establecer precios para periodos tarifarios o periodos de tiempos.
Aunque la tarifa con discriminación horaria no parezca un ahorro energético real, sino solo económico, la mejora del reparto de la demanda a lo largo del día evita sobre-dimensionar el parque de centrales o construir nuevas. Se disminuye el uso de centrales específicas para abastecer demandas de consumo en horario punta y se usan las centrales de base cerca del punto óptimo durante más tiempo.

## España
En España, actualmente la tarifa con discriminación horaria tiene 14 horas al día de horas valle (con un descuento aproximado del 40%) y 10 horas punta (con un recargo aproximado del 30%). También existe una tarifa denominada supervalle en la que el tramo de horas valle se divide en dos periodos, siendo el descuento mayor en la horas supervalle (aproximadamente del 55%) pero menor en las horas valle (aproximadamente del 30%). Esta última tarifa solo interesa en el caso de que la mayor parte del consumo se realice en el tramo supervalle (de madrugada), mientras que para la mayor parte de los usuarios será más conveniente la tarifa con un solo periodo de horas valle.
Un lastre que está retrasando el despliegue del vehículo eléctrico es el término de potencia, que no tiene discriminación horario al seguir activo incluso durante la noche.

### Antecedentes
La primera tarifa que apareció en España con discriminación horaria fue la tarifa nocturna, la cual aplicaba un descuento del 55% en el consumo realizado en un tramo de 8 horas por la noche, y tenía un recargo del 3% en el resto del consumo eléctrico realizado por el día.
Esta tarifa iba destinada a usuarios que tenían sistemas de calefacción y agua caliente por electricidad, ya que instalando acumuladores de electricidad que funcionaban por la noche, conseguían un importante descuento en el precio de la electricidad. La ventaja para los operadores eléctricos era que con este sistema conseguían trasladar una parte importante de la demanda eléctrica a las horas de menor demanda (por la noche), lo que se traducía en importantes ahorros de inversión para abastecer picos de demanda (menos centrales eléctricas necesarias y mejor aprovechamiento de la red eléctrica).

### Tarifa con discriminación horaria
En julio de 2008 se cambia la tarifa nocturna por la nueva tarifa con discriminación horaria (DH). La principal novedad es que el tramo con descuento se amplía de 8 a 14 horas diarias, abarcando también algunas horas de la mañana, lo que permite aprovechar mejor la tarifa con descuento. En cambio, el recargo que se aplica en el resto de las horas del día aumenta hasta el 30% aproximadamente.
| Tramo horario | N.º de horas | Descuento (-) o recargo (+) | Horario de aplicación                       |
| ------------- | ------------ | --------------------------- | ------------------------------------------- |
| Horas valle   | 14 horas/día | -40% aprox.                 | Invierno: de 22h a 12h Verano: de 23h a 13h |
| Horas punta   | 10 horas/día | +30% aprox.                 | Invierno: de 12h a 22h Verano: de 13h a 23h |

Otra desventaja con respecto a la tarifa anterior es que la potencia contratada no se tenía en cuenta durante el horario nocturno. La potencia contratada es el tope de potencia que se puede consumir en un momento dado. Se regula con el sistema ICP (interruptor de control de potencia), un tipo de magnetotérmico cuya misión es impedir que un usuario consuma más potencia de la que tiene contratada. Con el nuevo sistema, la potencia contratada deberá ser igual en los dos horarios. Como la tarifa nocturna se usa frecuentemente con sistemas de calefacción, el consumo nocturno suele ser mayor que el diurno y con la nueva tarifa el consumidor deberá contratar una potencia mayor.

### Tarifa supervalle
Con el fin de incentivar la utilización del coche eléctrico, se creó en julio de 2011 una nueva tarifa denominada supervalle, en la cual el tramo de horas valle se divide en 2 tramos.
| Tramo horario    | N.º de horas | Descuento (-) o recargo (+) | Horario de aplicación     |
| ---------------- | ------------ | --------------------------- | ------------------------- |
| Horas supervalle | 6 horas/día  | -55% aprox.                 | De 1h a 7h                |
| Horas valle      | 8 horas/día  | -30% aprox.                 | De 23h a 1h y de 7h a 13h |
| Horas punta      | 10 horas/día | +30% aprox.                 | De 13h a 23h              |